# Wilhelm Bergholter
Wilhelm Bergholter (* 22. März 1897 in Güstrow; † 22. November 1982 in Memmingen) war ein deutscher Ministerialbeamter in Schwerin und Berlin.

## Leben
Bergholter war der Sohn des Gymnasialprofessors Dr. Wilhelm Bergholter in Güstrow. Nach dem Besuch der Domschule Güstrow studierte er ab 1917 Jura an der Universität Rostock, der Universität Jena und der Ludwig-Maximilians-Universität München Rechtswissenschaft. In München trat er mit seinem Studienfreund Karl-Friedrich Kolbow bereits 1920 in die Nationalsozialistische Deutsche Arbeiterpartei ein. Bergholter absolvierte 1922–1925 das Referendariat in Güstrow und wurde 1923 in Rostock promoviert. Ab 1926 arbeitete er als Amtsanwalt und Hilfsrichter, ab 1928 als Amtsgerichtsrat in Güstrow und ab 1932 als Vorsitzender des Amtsgerichts und des Arbeitsgerichts. Zum 1. Januar 1928 war er der neu gegründeten NSDAP beigetreten (Mitgliedsnummer 73.961). 1933 wurde er Personalreferent und Oberregierungsrat im Mecklenburgischen Justizministerium ernannt. Er sorgte für die Durchsetzung der gewünschten Entlassungen im Justizwesen. Vom Dezember 1933 bis September 1934 leitete er als Ministerialdirektor das Ministerium für Unterricht, Kunst, geistliche und Medizinalangelegenheiten in Mecklenburg-Schwerin, für das es nach Hans Egon Engell keinen eigenen Minister mehr gab. Ab Oktober 1934 wurde es wie alle Ministerien nur noch eine von zehn Abteilungen im Staatsministerium, die Bergholter weiter leitete. Ab Ende 1934 war er zudem Gaubeauftragter für Wissenschaft, Universitäts- und Hochschulfragen der Gauleitung Mecklenburg-Lübeck. Sein Kollege für Schulfragen war Rudolf Krüger. Ab 1938 war Bergholter ständiger Vertreter des Staatsministers Friedrich Scharf und damit quasi stellvertretender Ministerpräsident. Im Oktober 1940 wurde er ins Reichsministerium für Wissenschaft, Erziehung und Volksbildung abgeordnet und ab 1943 auch Sonderbeauftragter für den Einsatz von Schülern als Luftwaffen- und Marinehelfer. Unter Albert Holfelder (Amt E) leitete er die Abteilung III für höhere Schulen. Damit war er verantwortlich für den Kriegseinsatz der Schüler in Betrieben oder der Schülerinnen im Sozialeinsatz. Er war SS-Hauptsturmführer (SS-Nummer 207.686).

## Schriften
- Lehrplan für die Mittelschulen in Mecklenburg, Schwerin 1940.